# Trasporti in Siria
Questa voce raccoglie le principali tipologie di Trasporti in Siria.

## Trasporti su rotaia

### Rete ferroviaria
In totale: 2.750 km di ferrovie (dati 2000).
- scartamento normale (1435 mm): 2.423 km
- scartamento ridotto (1050 m):  327 km.
- Collegamento a reti estere contigue
  - presente
    - ma inoperativo: Israele e Libano
    - con stesso scartamento di 1050 mm: Giordania
    - con stesso scartamento di 1435 mm: Iraq e Turchia.

### Reti metropolitane
Non esistono sistemi di metropolitana in Siria.

### Reti tranviarie
Attualmente il servizio tranviario è assente in questa nazione; fino al 1967 il tram percorreva le vie di Aleppo e Damasco.

## Trasporti su strada

### Rete stradale
Strade pubbliche: in totale 36.377 km (dati 1999)
- asfaltate: 26.299 km, 877 dei quali appartenenti a superstrade
- bianche:  10.078 km.

### Reti filoviarie
I filobus non sono presenti.

### Autolinee
Nella capitale della Siria, Damasco, ed in altre zone abitate esistono aziende pubbliche e private che gestiscono trasporti urbani, suburbani ed interurbani esercitati con autobus.

## Idrovie
La Siria dispone di 870 km di acque fluviali o lacustri (dati 1996).

### Porti e scali
- Baniyas
- Jablah
- Latakia
- Tartus

## Trasporti aerei

### Aeroporti
In totale: 104 (dati 1999)
a) con piste di rullaggio pavimentate: 24
- oltre 3047 m: 5
- da 2438 a 3047 m: 16
- da 1524 a 2437 m: 0
- da 914 a 1523 m: 1
- sotto 914 m: 2

b) con piste di rullaggio non pavimentate: 80
- oltre 3047 m: 0
- da 2438 a 3047 m: 0
- da 1524 a 2437 m: 3
- da 914 a 1523 m: 14
- sotto 914 m: 63.